# Xenosphingia
Xenosphingia é um gênero de mariposa pertencente à família Bombycidae.